# 키스 나이트클럽 화재

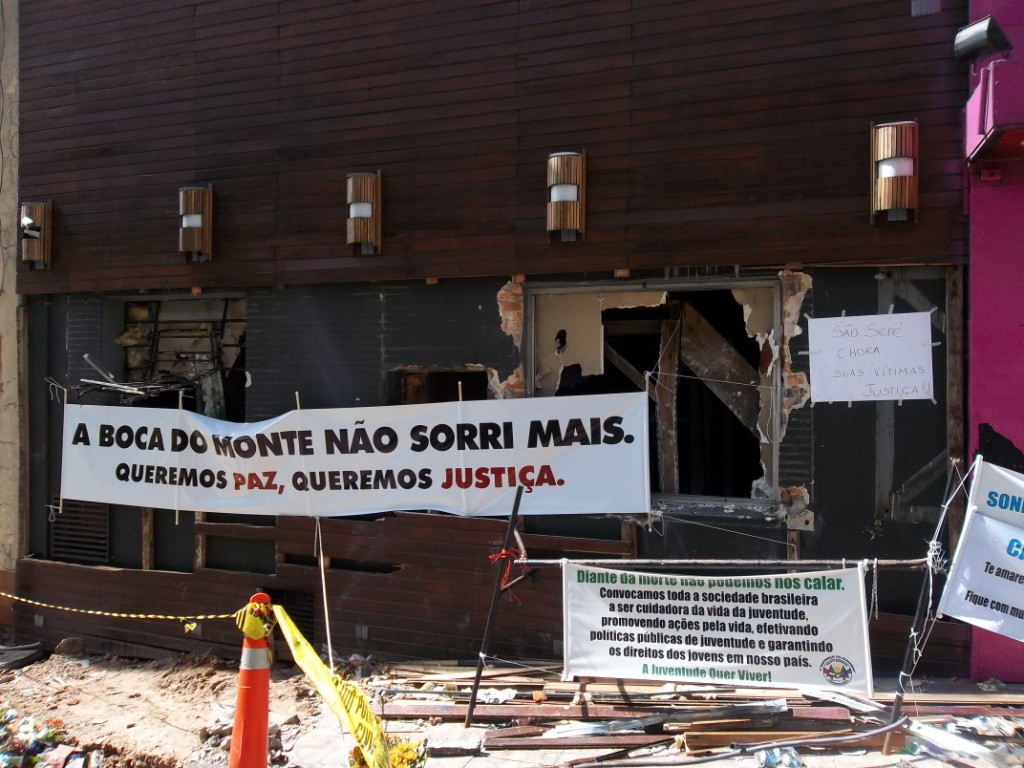

키스 나이트클럽 화재사고(Kiss nightclub fire)는 2013년 1월 27일 브라질 현지 시간으로 새벽 2시에서 2시 30분 사이에 브라질 산타마리아에 위치한 나이트클럽에서 화재가 발생, 245명이 숨지고 100여명의 부상자가 발생된 사건이다. 화재의 원인은 무대 연주자 중 1명이 폭죽에 불을 붙였기 때문이라고 한다. 또한 후불제를 채택하고 있어서 관리주 측에서 손님들이 돈을 내지 않으면 대피할 수 없도록 하는 바람에 피해가 더욱 커졌다.

## 같이 보기
- 산티카 클럽 화재 사고